# لاکوچی (فلوریدا)
لاکوچی (به انگلیسی: Lacoochee) یک منطقهٔ مسکونی در ایالات متحده آمریکا است که در شهرستان پاسکو، فلوریدا واقع شده‌است. لاکوچی ۷٫۴ کیلومتر مربع مساحت و ۱٬۳۴۵ نفر جمعیت دارد و ۲۲ متر بالاتر از سطح دریا واقع شده‌است.